# Červnové Bootidy
Červnové Bootidy jsou meteorický roj, který je aktivní zhruba mezi 26. červnem a 2. červencem každého roku. Ve většině let je jejich aktivita slabá, se zenitovou hodinovou frekvencí (ZHR) pouze 1 nebo 2. Nicméně bylo pozorováno občasné zesílení aktivity, díky čemuž byl tento dosud neznámý meteorický roj v roce 1916 zaznamenán. Poslední zesílení aktivity nastalo v roce 1998, kdy ZHR dosáhla až 100. K meteorickému roji dochází, když Země protíná dráhu komety Pons-Winnecke, což je krátkoperiodická kometa, která obíhá kolem Slunce jednou za 6,37 let. Tento roj je velmi nepředvídatelný. Meteory z tohoto roje jsou také považovány za velmi pomalé meteory. Vrchol činnosti má roj 27. června.